# Andreas Gielchen
Andreas Gielchen (Eschweiler, Alemania Federal; 27 de octubre de 1964-3 de febrero de 2023) fue un futbolista alemán que jugó en las posiciones de defensa y centrocampista.

## Carrera

### Club
| Periodo   | Club                     |
| --------- | ------------------------ |
| 1983–1991 | 1. FC Köln               |
| 1991–1993 | MSV Duisburg             |
| 1993–1996 | Alemannia Aachen         |
| 1996–1998 | SSG 09 Bergisch Gladbach |
| 1998–2000 | SV Rhenania Alsdorf      |
| 2000–2003 | Eintracht Verlautenheide |

### Selección nacional
Jugó en una ocasión para Alemania Federal sub-21 en 1984 y no anotó gol.